# Вулиця Макарова (Мелітополь)
Вулиця Макарова (також Вулиця Адмірала Макарова) — вулиця в Мелітополі. Починається від вулиці Івана Алексєєва, закінчується проїздом, що виводить на вулицю Лесі Українки. Складається з приватного сектора.

## Назва
Вулиця названа на честь Степана Макарова — російського флотоводця, океанографа, суднобудівника, віце-адмірала, розробника російської семафорної абетки.

## Історія
Рішення про прорізку вулиці та її найменування прийнято 28 червня 1957 року.
Того ж дня було прийнято решення про найменування новопрорізаної вулиці південніше вулиці Макарова Євпаторійською вулицею. Ця вулиця ще згадується 1 лютого 2002 року. Тепер ця вулиця входить до складу вулиці Макарова.